# Греонь
Греонь, Греоні (рум. Greoni) — село у повіті Караш-Северін в Румунії. Входить до складу комуни Гредінарі.
Село розташоване на відстані 360 км на захід від Бухареста, 31 км на південний захід від Решиці, 80 км на південь від Тімішоари.

## Населення
За даними перепису населення 2002 року у селі проживали 1064 особи.
Національний склад населення села:
| Національність | Кількість осіб | Відсоток |
| -------------- | -------------- | -------- |
| румуни         | 854            | 80,3%    |
| цигани         | 207            | 19,5%    |

Рідною мовою назвали:
| Мова      | Кількість осіб | Відсоток |
| --------- | -------------- | -------- |
| румунська | 857            | 80,5%    |
| циганська | 205            | 19,3%    |